# Asian Le Mans Series 2014
Die Asian Le Mans Series Saison 2014 war die vierte Saison der Asian Le Mans Series. Die Saison begann am 20. Juli 2014 in Inje und endete am 7. Dezember 2014 in Sepang. Es wurden vier Veranstaltungen ausgetragen.

## Teams und Fahrer

### LMP2
| Team                  | Fahrzeug    | Motor                  | Reifen | Nr. | Fahrer          | Rennen |
| --------------------- | ----------- | ---------------------- | ------ | --- | --------------- | ------ |
| OAK Racing Team Total | Morgan LMP2 | Judd HK 3.6 L V8       | M      | 01  | David Cheng     | 1-4    |
| OAK Racing Team Total | Morgan LMP2 | Judd HK 3.6 L V8       | M      | 01  | Ho-Pin Tung     | 1-4    |
| OAK Racing Team Total | Morgan LMP2 | Judd HK 3.6 L V8       | M      | 01  | Keiko Ihara     | 2      |
| OAK Racing Team Total | Morgan LMP2 | Judd HK 3.6 L V8       | M      | 01  | Yuan Bo         | 4      |
| Eurasia Motorsport    | Oreca 03R   | Nissan VK45DE 4.5 L V8 | M      | 27  | John Hartshorne | 1-4    |
| Eurasia Motorsport    | Oreca 03R   | Nissan VK45DE 4.5 L V8 | M      | 27  | Richard Bradley | 1-2    |
| Eurasia Motorsport    | Oreca 03R   | Nissan VK45DE 4.5 L V8 | M      | 27  | Tack Sung Kim   | 1      |
| Eurasia Motorsport    | Oreca 03R   | Nissan VK45DE 4.5 L V8 | M      | 27  | Pu Jun Jin      | 2-4    |
| Eurasia Motorsport    | Oreca 03R   | Nissan VK45DE 4.5 L V8 | M      | 27  | James Winslow   | 3-4    |

### CN
| Team                | Fahrzeug    | Motor          | Reifen | Nr. | Fahrer            | Rennen |
| ------------------- | ----------- | -------------- | ------ | --- | ----------------- | ------ |
| Team Avelon Formula | Wolf GB08   | Honda 2.0 L I4 | M      | 21  | Denis Lian        | 2-4    |
| Team Avelon Formula | Wolf GB08   | Honda 2.0 L I4 | M      | 21  | William Lok       | 2      |
| Team Avelon Formula | Wolf GB08   | Honda 2.0 L I4 | M      | 21  | James Mitchell    | 2      |
| Team Avelon Formula | Wolf GB08   | Honda 2.0 L I4 | M      | 21  | Guglielmo Belotti | 3      |
| Team Avelon Formula | Wolf GB08   | Honda 2.0 L I4 | M      | 21  | Sean Hudspeth     | 4      |
| ATL Wolf Asia       | Wolf GB08   | Honda 2.0 L I4 | M      | 45  | Dominic Ang       | 1      |
| ATL Wolf Asia       | Wolf GB08   | Honda 2.0 L I4 | M      | 45  | Gilbert Ang       | 1      |
| Craft-Bamboo Racing | Ligier JS53 | Honda 2.0 L I4 | M      | 77  | Kevin Tse         | 1-4    |
| Craft-Bamboo Racing | Ligier JS53 | Honda 2.0 L I4 | M      | 77  | Mathias Beche     | 1-2    |
| Craft-Bamboo Racing | Ligier JS53 | Honda 2.0 L I4 | M      | 77  | Frank Yu          | 1,4    |
| Craft-Bamboo Racing | Ligier JS53 | Honda 2.0 L I4 | M      | 77  | Samson Chan       | 2-3    |
| Craft-Bamboo Racing | Ligier JS53 | Honda 2.0 L I4 | M      | 77  | Naoki Yokomizo    | 3      |
| Craft-Bamboo Racing | Ligier JS53 | Honda 2.0 L I4 | M      | 77  | Jonathan Venter   | 4      |

### GT
| Team              | Fahrzeug                   | Reifen | Nr. | Fahrer            | Rennen |
| ----------------- | -------------------------- | ------ | --- | ----------------- | ------ |
| Python            | Ferrari 458 Italia GT3     | M      | 07  | Zou Si Rui        | 2      |
| Python            | Ferrari 458 Italia GT3     | M      | 07  | Xu Wei            | 2      |
| Clearwater Racing | Ferrari 458 Italia GT3     | M      | 33  | Weng Sun Mok      | 3-4    |
| Clearwater Racing | Ferrari 458 Italia GT3     | M      | 33  | Matt Griffin      | 3      |
| Clearwater Racing | Ferrari 458 Italia GT3     | M      | 33  | Keita Sawa        | 3      |
| Clearwater Racing | Ferrari 458 Italia GT3     | M      | 33  | Hiroshi Hamaguchi | 4      |
| Clearwater Racing | Ferrari 458 Italia GT3     | M      | 33  | Richard Wee       | 4      |
| Team AAI          | Mercedes-Benz SLS AMG GT3  | M      | 90  | Yu Lam            | 1-4    |
| Team AAI          | Mercedes-Benz SLS AMG GT3  | M      | 90  | Takamitsu Matsui  | 1-4    |
| Team AAI          | Mercedes-Benz SLS AMG GT3  | M      | 90  | Takeshi Tsuchiya  | 1-4    |
| Team AAI          | BMW Z4 GT3                 | M      | 91  | Jun-San Chen      | 1-4    |
| Team AAI          | BMW Z4 GT3                 | M      | 91  | Tatsuya Tanigawa  | 1-4    |
| Team AAI          | BMW Z4 GT3                 | M      | 91  | Ollie Millroy     | 1,3-4  |
| Team AAI          | BMW Z4 GT3                 | M      | 91  | Carlo van Dam     | 2      |
| Team AAI          | BMW Z4 GT3 Nissan GT-R GT3 | M      | 92  | Morris Chen       | 1-4    |
| Team AAI          | BMW Z4 GT3 Nissan GT-R GT3 | M      | 92  | Ryohei Sakaguchi  | 1,2-4  |
| Team AAI          | BMW Z4 GT3 Nissan GT-R GT3 | M      | 92  | Marco Seefried    | 1-4    |
| Team AAI          | BMW Z4 GT3 Nissan GT-R GT3 | M      | 92  | Jörg Müller       | 3      |

### GT Am
| Team               | Fahrzeug             | Reifen | Nr. | Fahrer            | Rennen |
| ------------------ | -------------------- | ------ | --- | ----------------- | ------ |
| The Emperor Racing | Lamborghini Gallardo | M      | 11  | Akihiko Nakaya    | 2      |
| The Emperor Racing | Lamborghini Gallardo | M      | 11  | Max Wiser         | 2      |
| The Emperor Racing | Lamborghini Gallardo | M      | 11  | Giorgio Sanna     | 2      |
| The Emperor Racing | Lamborghini Gallardo | M      | 82  | Jiang Xin         | 2      |
| The Emperor Racing | Lamborghini Gallardo | M      | 82  | Hideshi Matsuda   | 2      |
| The Emperor Racing | Lamborghini Gallardo | M      | 82  | Hironori Takeuchi | 2      |

## Rennkalender
Der Rennkalender zur Saison 2014 umfasste vier Veranstaltungen.
| Nr. | Datum            | Rennname / Ort                           | Sieger LMP2                         | Sieger CN                            | Sieger GT                                   | Sieger GT Am                           |
| --- | ---------------- | ---------------------------------------- | ----------------------------------- | ------------------------------------ | ------------------------------------------- | -------------------------------------- |
| 1   | 20. Juli 2014    | 3-Stunden-Rennen von Inje (Inje)         | OAK Racing Team Total               | Craft-Bamboo Racing                  | Team AAI                                    | -                                      |
| 1   | 20. Juli 2014    | 3-Stunden-Rennen von Inje (Inje)         | David Cheng Ho-Pin Tung             | Mathias Beche Kevin Tse Frank Yu     | Morris Chen Ryohei Sakaguchi Marco Seefried | -                                      |
| 2   | 31. August 2014  | 3-Stunden-Rennen von Fuji (Fuji)         | OAK Racing Team Total               | Craft-Bamboo Racing                  | Team AAI                                    | The Emperor Racing                     |
| 2   | 31. August 2014  | 3-Stunden-Rennen von Fuji (Fuji)         | David Cheng Ho-Pin Tung Keiko Ihara | Mathias Beche Kevin Tse Samson Chan  | Jun-San Chen Tatsuya Tanigawa Carlo van Dam | Akihiko Nakaya Max Wiser Giorgio Sanna |
| 3   | 11. Oktober 2014 | 3-Stunden-Rennen von Shanghai (Shanghai) | OAK Racing Team Total               | Craft-Bamboo Racing                  | Clearwater Racing                           | -                                      |
| 3   | 11. Oktober 2014 | 3-Stunden-Rennen von Shanghai (Shanghai) | David Cheng Ho-Pin Tung             | Naoki Yokomizo Kevin Tse Samson Chan | Mok Weng Sun Keita Sawa Matt Griffin        | -                                      |
| 4   | 7. Dezember 2014 | 3-Stunden-Rennen von Sepang (Sepang)     | OAK Racing Team Total               | Craft-Bamboo Racing                  | Clearwater Racing                           | -                                      |
| 4   | 7. Dezember 2014 | 3-Stunden-Rennen von Sepang (Sepang)     | David Cheng Ho-Pin Tung Yuan Bo     | Jonathan Venter Kevin Tse Frank Yu   | Mok Weng Sun Hiroshi Hamaguchi Richard Wee  | -                                      |